# Ђавољи плен
Ђавољи плен (енгл. Prey for the Devil) је амерички хорор филм из 2022. године, у режији Данијела Штама, по сценарију Роберта Запије. Главне улоге глуме: Жаклина Бајерс, Поси Тејлор, Колин Салмон, Кристијан Наваро, Лиса Палфри, Николас Ралф, Бен Крос и Вирџинија Мадсен.
Приказан је 28. октобра 2022. године у САД, односно 27. октобра у Србији. Последњи је филм Кроса пре његове смрти 2020. године, те је посвећен сећању на њега. Добио је углавном негативне рецензије критичара.

## Радња
Католичка црква се бори против глобалног пораста опседнутости демонима отварањем школе за обуку свештеника који ће проводити обреде егзорцизма. На овом духовном бојном пољу појављује се необичан ратник: млада часна сестра Ен. Иако је часним сестрама забрањено да изводе егзорцизме, професор препознаје њену надареност и пристаје да је тренира. Уз подршку ментора, допуштено јој је да посматра и присуствује стварним праксама. Када се сусретне с једним од најтежих случајева, спласнуће њена жеља и воља за доказивањем. Током тих мучних сусрета, сестра Ен суочава се лицем у лице с демонском силом која напада установу у којој ради и има тајанствене везе с њеном прошлошћу. Тада се моћ зла и њене властите запањујуће способности у потпуности разоткривају.

## Улоге
| Глумац           | Улога           |
| ---------------- | --------------- |
| Жаклина Бајерс   | сестра Ен       |
| Поси Тејлор      | Натали          |
| Колин Салмон     | отац Квин       |
| Вирџинија Мадсен | др Питерс       |
| Бен Крос         | кардинал Метјуз |
| Кристијан Наваро | отац Данте      |
| Лиса Палфри      | сестра Ефимија  |
| Николас Ралф     | отац Рејмонд    |
| Велизар Бинев    | отац Бернхард   |